# Malangnengah (Cibitung)
Malangnengah is een bestuurslaag in het regentschap Pandeglang van de provincie Banten, Indonesië. Malangnengah telt 1525 inwoners (volkstelling 2010).